# 恰普利亞
49°28′12″N 27°35′5″E / 49.47000°N 27.58472°E
恰普利亞（烏克蘭語：Чапля）是位於烏克蘭西部的村莊，由赫梅利尼茨基州裡赫梅利尼茨基區的萊蒂奇夫市鎮負責管轄。該村始建於1675年，面積1.36平方公里，海拔高度279米，2001年人口276，人口密度每平方公里203.1人。